# Забайкальский рабочий
«Забайкальский рабочий» — еженедельная региональная общественно-политическая газета.
Первый номер вышел 7(20) декабря 1905 года в Чите. Редактор газеты социал-демократ — Виктор Курнатовский. Членами редакции были Иван Бабушкин, Николай Баранский, Михаил Ветошкин, Антон Костюшко-Валюжанич. В 1905—1906 годы вышло восемь номеров газеты (8—10 тысяч экземпляров), пять из них легально. Последние три номера редактировал большевик Николай Баранский. 
Издание газеты было возобновлено 17 марта 1917 года. Редактором стал меньшевик Зельман Рубинштейн. С февраля по август 1918 года редактор — большевик Иван Резников. После падения Советской власти в августе 1918 года газета закрыта.
Вновь издание возобновлено 11 июня 1924 года. Первый редактор Исаак Дольников. С сентября 1937 года газета являлась органом обкома партии большевиков, затем КПСС, областного Совета депутатов трудящихся, а позже народных депутатов. В 1938 году жертвами репрессий стал редактор Константин Рубцов и другие сотрудники газеты. 
11 февраля 1956 года в связи с 50-летием со дня выхода первого номера и «отмечая её революционные заслуги, а также плодотворную деятельность по мобилизации трудящихся на успешное выполнение задач коммунистического строительства», была награждена орденом Трудового Красного Знамени. На 1971 год тираж газеты — 130 тысяч экземпляров. 
С 1991 года является общественно-политической газетой. В 1994 году образовано государственное унитарное предприятие Редакция газеты «Забайкальский рабочий». Выходит пять раз в неделю. Распространяется во всех районах края.